# Расстрел в Пассавас
Расстрел в Пассаваc:273 — расстрел 65 человек греческого гражданского населения, совершённый солдатами Вермахта 7-8 декабря 1943, в Пассаваc, Лаконии, во время тройной, германо-итало-болгарской, оккупации Греции, в годы Второй мировой войны.
Являлся одним из серии многочисленных подобных кровавых событий конца 1943 года на полуострове Пелопоннес, последовавших после Расстрела в Монодентри и совершённый за 5 дней до Резни в Калаврита.

## Место события

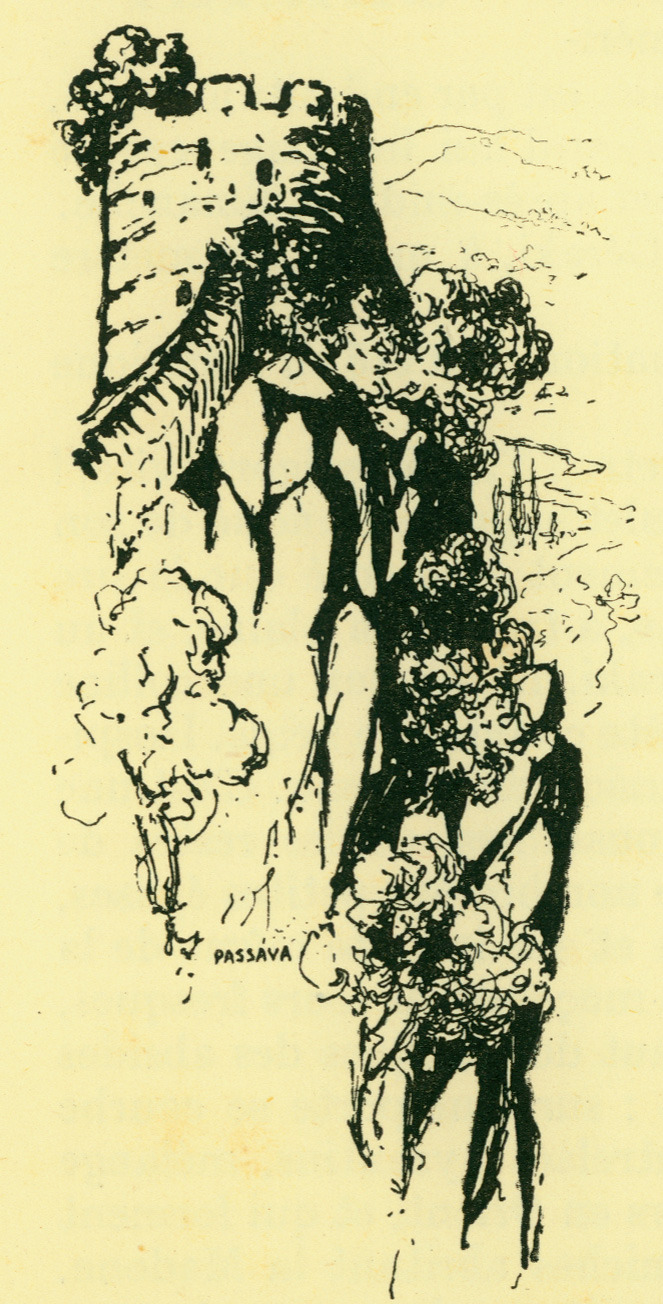
Крепость Пассава. Рисунок итальянского художника Франческо Периллья.

После падения Константинополя в 1204 году в руки крестоносцев, в греческих землях появились их феодальные княжества.
Крепость Пассава была построена французским рыцарем Jean de Neilly в 1254 году на рубежах Мани, в 10 км к юго-западу от города Гитион. 
Согласно разным источникам, название крепости происходит от французского боевого клича Passe-Avant.
В период османского ига крепость переходила из рук в руки, во время Пелопоннесского восстания 1770 года была занята маниатами, которые окончательно закрепились там в 1780 году, сделали крепость рубежом своей вольницы и удерживали её вплоть до начала Освободительной войны в 1821 году.
К началу Второй мировой войны крепость была заброшена. Но рядом с ней уже существовала деревня под тем же именем – Пассаваc.

## Заложники
После оккупации Греции силами Оси в апреле-мае 1941 года, Греция стала одной из европейских стран где партизанское движение приняло наибольшие масштабы.
Пытаясь приостановить рост партизанского движения в Греции, немецкое командование, среди прочих мер, использовало меру многократного ответа за каждого убитого немецкого солдата.
Аресты членов Коммунистической партии Греции (КПГ), или просто симпатизирующих Национально-освободительному фронту (ЭАМ) носили не только превентивный характер, но ставили своей целью создания числа заложников для ответных мер.

## Предшествующие события
Расстрелу в Пассавас предшествовала атака партизан Народно-освободительной армии Греции (ЭЛАС) на немецкую механизированную колонну у моста на речке Платис, к западу от Гитиона. Потери немцев не были озвучены, но судя по их реакции были заметными, что сделало Пассавас звеном в цепи массовых репрессивных мер оккупантов на Пелопоннесе в конце 1943 года.

## Расстрел
Детали расстрела описаны переводчиком:274.
Утром 7 декабря 1943 года на центральной площади Гитиона остановился немецкий грузовик перевозивший заложников из городской тюрьмы к месту расстрела. Заложников было 39, но начальнику тюрьмы был дан приказ доставить 40 заложников. “Недостача” была разрешена на площади арестом пожилой Димитры Дьякумаку, которая с корзинкой в руках вышла из дома за хлебом и пр. Было это совпадением или нет, но она действительно состояла в женской организации Национально-освободительного фронта (ЭАМ).
Заложники выразили своё удивление ( “и тебя мать ?”), на что пожилая женщина ответила что это честь для неё быть расстрелянной с ними.
Когда грузовик вновь тронулся, Дьякумаку заявила что “на свадьбу не идут без песен”, после чего до прибытия на место расстрела заложники пели патриотические песни.
Когда командир расстрельной команды, именуемый Холером, увидел в ряду выстроившихся смертников пожилую женщину, он решил проявить великодушие.
Но когда немецкий офицер (с переводчиком) подошёл к смертнице, она плюнула ему в лицо. Все заложники были расстреляны.
На следующий день, 8 декабря, на место расстрела были подвезены и расстреляны ещё 18 человек (в основном из Кариуполиса).
Ещё 7 человек не довезли до места расстрела в Пассавас – они были расстреляны 7 декабря в близлежащем прибрежном Мавровуни. Среди последних был родственник Димитры Дьякумаку, Стефанос Дьякумакос, а также одна женщина, Димитра Христаку:276.

## Память
В послевоенные годы в Пассавас была установлена памятная мраморная плита с именами 65 расстрелянных 7 и 8 декабря 1943 года, включая и 7 расстрелянных в Мавровуни.
Впоследствии муниципалитет Гитиона разбил на правом берегу реки Платис т.н “Парк памяти”, где был установлен ещё один памятник, отметив 41 расстрелянных граждан (непосредственно) муниципалитета.